# 美里泰伸
美里 泰伸（みさと やすのぶ、1946年11月6日-）は、日本のジャーナリストである。経済関係記事を執筆。また、アナウンサー・田丸美寿々との不倫・結婚歴がある。

## 人物
長崎県佐世保市生まれ。中央大学法学部法律学科中退。

### 経歴
1966年（昭和41年）4月に中央大学に入学した後、学生運動に専心した。
70年安保・沖縄闘争後の1970年（昭和45年）5月に通信社・ジャパンプレスに入社、同年8月には大学を退学した。
1972年（昭和47年）6月でジャパンプレス社を退社、フリーランスのジャーナリストとしての活動を始めた。
フリーとなった後、美里はライターとして、『週刊サンケイ』を皮切りに、次第に『週刊文春』『文藝春秋』『諸君!』、『週刊ポスト』、『週刊プレイボーイ』、『中央公論』『婦人公論』などで署名ライターとして活動した。
また、日本経済新聞社から『ドキュメント・三菱商事燃料本部』を刊行、このとき、帯の推薦文を作家の野坂昭如が書いている。日本経済新聞社からは『ドキュメント・イラン石油化学プロジェクト』も出版している。これらは柳田邦男が自著において紹介している例である。柳田は美里を財界つまり企業筋に強いライターと評している。右翼人脈にも強く、1982年（昭和57年）には『週刊文春』に、「児玉誉士夫の戦後事件史」を7週間連載している。児玉が死去した日の通夜に、児玉邸内に入った唯一のジャーナリストは美里である（当時の『週刊現代』が報じている）。
1983年（昭和58年）2月、当時フジテレビのアナウンサーであった田丸美寿々と不倫の末に3度目となる結婚をし、1991年（平成3年）2月に離婚。結婚前に、美里は、『週刊朝日』などに「10年経ったら離婚しても良い」などと語って、その真意をめぐり物議をかもした。『噂の眞相』1983年3月号に「“結婚宣言”でマスコミ報道の渦中の人となって…」という泰伸の手記が掲載されたことがある。
1985年（昭和60年）5月、妻・美寿々がミッド・キャリア・フェロー（客員研究員）として、正式にアメリカ合衆国・ニュージャージー州のプリンストン大学ウッドロー・ウイルソンスクールへの留学が決まると、美里も同年6月に渡米、2か月間をシリコンバレーのマウンテンビューで過ごした後、同年8月末から翌1986年7月末までの約1年間、プリンストン大学内にある大学のアパートメント施設で暮らす。
このアメリカ滞在中に、美里は日本の月刊誌『新潮45』（1985年12月号）に、総合商社安宅産業の倒産の引き金となった石油業者ジョン・M・シャヒーン（英語: John Shaheen）のニューヨークでの死をレポート。また、同誌の1986年3月号には、チャレンジャー号爆発事故に対する全米の反響を描いた『アメリカが爆発した日』を書いているほか、学研の雑誌に毎月連載記事を書いている。アメリカ滞在中には、単行本を2冊出版している。日本企業のアメリカ現地生産の展開の実情をレポートした『アメリカ最前線レポート 日本はアメリカで何をしているのか』（アイペック刊）、『アメリカ・マネー&ライフ』（アイペック刊）である。
帰国後、美里は日本でのジャーナリスト活動に復帰、『文藝春秋』で、フィリピンで誘拐された若王子信行三井物産マニラ支店長との独占インタビューを行っているほか、IBM産業スパイ事件に揺れる石坂東芝アメリカ社長との現地インタビューなどを行っている。また、小学館の『サピオ』で「社長のデスクの上」という連載記事を持っていた。また、『住友処生術』（アイペック刊）、「三菱商事最高経営会議」（アイペック刊）などを出版している。
その後、美寿々のテレビ出演復帰に際し、個人事務所として有限会社美里企画（のちにオフィス・ベル）を設立し取締役となったが、投資に失敗するなどの末、閉鎖した。
離婚後、美里は仕出し弁当屋を開くなどして食いつなぎ、1995年（平成7年）末からは司法試験の勉強専念生活に入った。この司法試験勉強中に、『週刊新潮』が1999年（平成11年）4月に「失踪中」などと報じたため、『噂の眞相』が逆に「元気に勉強中」という1行記事を掲載した。
佐高信は美里を「自称ジャーナリスト」「ハッタリの強い、ほとんどそれだけの人物」と酷評している。